# Хачкабський гідровузол
Хачкабський гідровузол – гідротехнічна споруда в Узбекистані, що функціонує в Бухарській оазі в системі Аму-Бухарського каналу.
В 1965 році стала до ладу перша черга Аму-Бухарського каналу, яка після Куюмазарської насосної станції переходила в канал Північно-Західна гілка. Останній через одинадцять кілометрів перетинався з каналом Шахруд – великою зрошувальною системою, що починалась від Хархурського гідровузла та забезпечувала зрошення південно-східної частини оази, що лежить на лівобережжі Зеравшану. На перетині цих каналів звели Хачкабський вододільний гідровузол, що включає:
- регулятор шириною 19 метрів із трьома шлюзами загальною пропускною здатністю 33 м3/с, який дозволяє подавати ресурс до каналу Шахруд;
- регулятор із трьома шлюзами загальною пропускною здатністю 42 м3/с, який дозволяє подавати ресурс до наступної ділянки Північно-Західної гілки;
- розташований за регулятором Північно-Західної гілки дюкер довжиною 64 метра з чотирма отворами перетином 2,5х2,5 метра, що проходить під руслом каналу Шахруд.
Після запуску Хачкабського гідровузла канал Шахруд перевели на живлення водою з Амудар’ї, при цьому перепуск до нього води з Хархурського гідровузла майже припинився. Як наслідок, русло каналу між Хачкабським та Хархурським гідровузлами (яке значною частиною було ділянкою природного русла Зеравшану) сильно замулилось.
Нижче від Хачкабського гідровузла знаходиться майже 59 тисяч гектарів зрошуваних земель, з яких понад 27 тисяч гектарів відносяться до Північно-Західної гілки.